# Akadowie
Akadyjczycy, Akadowie – odłam ludów semickich, które osiedliły się w III tysiącleciu p.n.e. we wschodniej Mezopotamii, tj. na obszarze, znajdującym się pod wpływem kultury Sumerów.
Akadowie pod panowaniem Szarrukina pod koniec III tysiąclecia p.n.e. rozpoczęli swoją ekspansję na wschód z miasta Akad, którego położenie dotychczas nie zostało odkryte. W miarę podbojów kraju Sumerów, stworzyli imperium, obejmujące swymi granicami obszary od Zatoki Perskiej do Morza Śródziemnego oraz zhołdowali tereny położone nad Tygrysem, a także Asyrię, część Syrii i Azję Mniejszą. 
Swoje podboje Akadowie zawdzięczali nowemu sposobowi walki. Żołnierze, uzbrojeni w oszczepy i łuki, walczyli w szyku luźnym przeciwko Sumerom, którzy stawali w zwartych szeregach, uzbrojeni w berdysze, buławy i krótkie włócznie do rzucania. Na podbitych terytoriach Akadyjczycy zachowali dotychczasową administrację, jednak podporządkowali je jednemu ośrodkowi władzy. Najeźdźcy przyjęli dorobek cywilizacyjny Sumerów, zachowując przy tym własny język. Posługiwali się pismem Sumerów, dostosowali je do własnego języka. Stworzyli jeden panteon bóstw, przy czym bogów sumeryjskich i akadyjskich o podobnych cechach czcili jako jedno bóstwo. W danej kwestii w trakcie badań naukowcy natrafiają na trudności, bowiem nie do końca pozostaje jasne, z której kultury dane bóstwo wywodziło się: z tradycji rolniczej Sumerów, czy wierzeń koczowniczych Akadów.
Spadkobiercami cywilizacji sumero-akadyjskiej były Babilonia i Asyria.